# Liste de ponts du département de la Dordogne
La liste de ponts de la Dordogne recense les principaux ponts situés sur le département de la Dordogne.

## Ponts de longueur supérieure à 100 m
Les ouvrages de longueur totale supérieure à 100 m du département de la Dordogne sont classés ci-après par gestionnaires de voies.

### Autoroute
Sur l'autoroute A89 :
- Viaduc de l'Elle, situé à Villac, long de 475 m, il domine la vallée de l'Elle de 108 m [1]
- Viaduc de la Crempse, situé au sud de Mussidan, long de 307 m, il surplombe la vallée de la Crempse de 20 m environ.
- Viaduc du Douime, situé sur la commune d'Azerat, long de 290 m, il franchit la vallée du ruisseau le Douime à 32 m de hauteur[2].
- Viaduc du Ribeyrol, entre Villac (en Dordogne) et Cublac (en Corrèze), long de 259 m et haut de 40 m, franchit à deux reprises une boucle du Ribeyrol (ou ruisseau de Savignac [3]), un petit affluent de l'Elle [1]

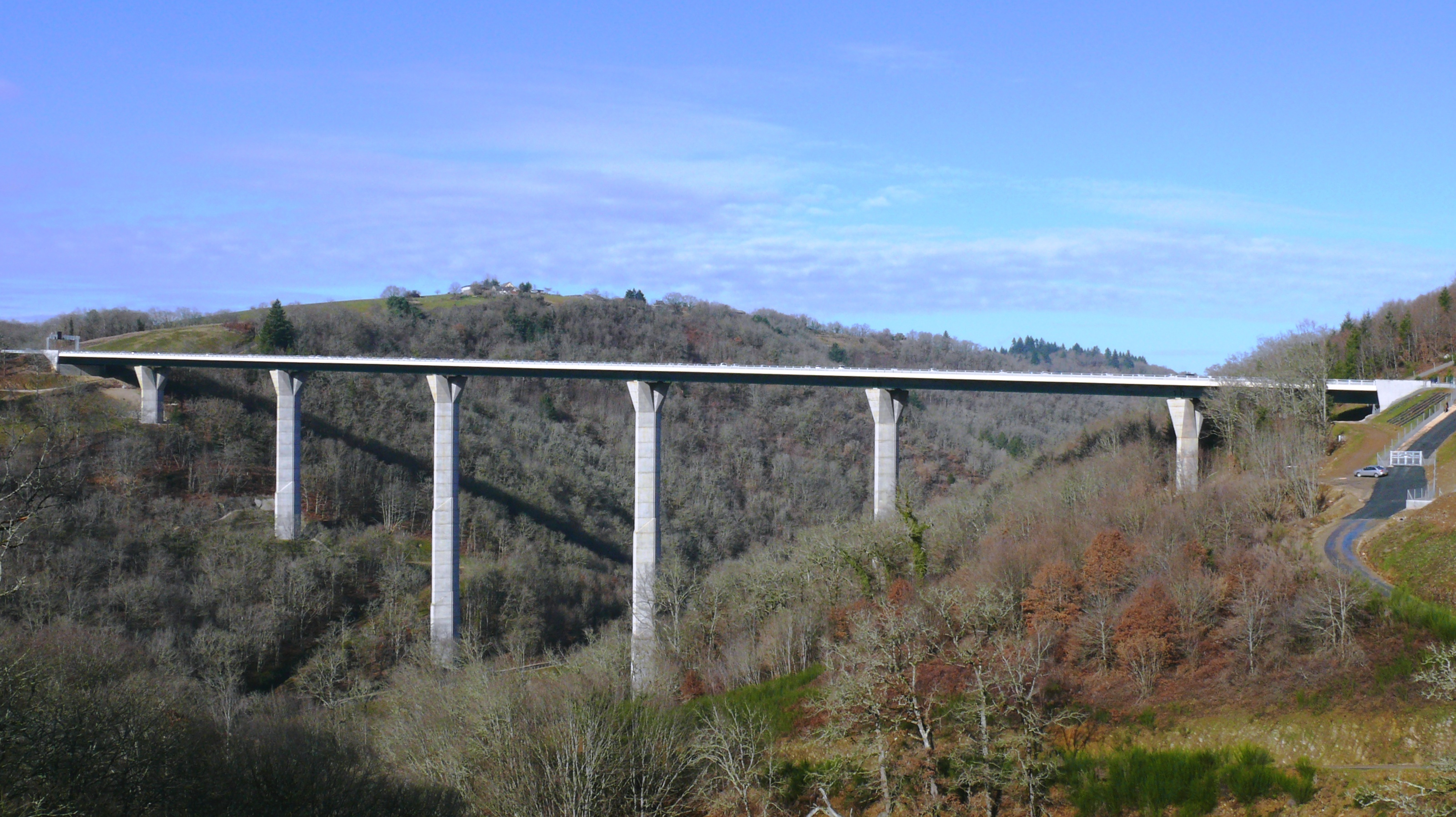
Viaduc de l'Elle
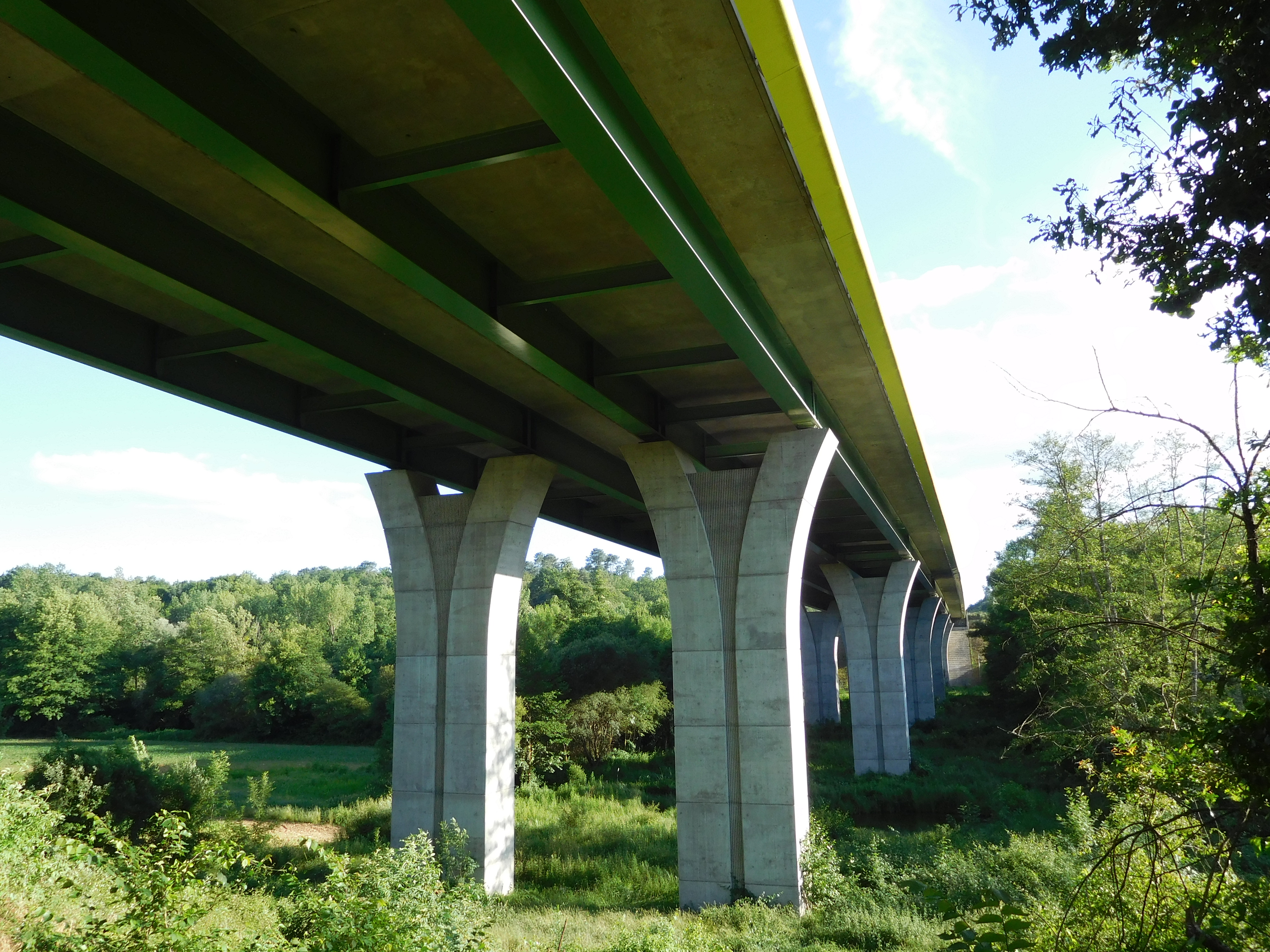
Viaduc de la Crempse

### Routes nationales
Route nationale 21 :
- Pont de Bergerac sur la Dordogne (240 m), entre Creysse et Cours-de-Pile, contourne l'est de Bergerac[4]

### Routes départementales
- Pont de Lalinde sur la Dordogne, D29, entre Lalinde et Couze-et-Saint-Front (213,80 m[5]). Le pont de Lalinde a été construit entre le 1er mai 1879 et le 1er novembre 1881. Il a été inauguré le 26 mars 1882. La municipalité de Lalinde a prévu la construction du pont sans péage pour le passage. C'est un pont en arc de huit arches en maçonnerie. À sa construction, le tablier du pont avait une largeur de chaussée de 4,60 m avec deux trottoirs de moins d'un mètre de largeur. Sa largeur de chaussée étant insuffisante, il a été réhabilité pour avoir une largeur de chaussée de 6,50 m de large.
- Pont de Couze sur la Dordogne, D660, entre Lalinde, à Port-de-Couze, et Couze-et-Saint-Front. Le pont a été construit en 1840 pour remplacer un bac. Il a été financé grâce à un péage qui n'a été supprimé qu'en 1893. En effet le pont de Lalinde ayant été prévu gratuit par la municipalité de Lalinde, la municipalité de Couze-et-Saint-Front a dû accepter de rendre le pont de Couze lui aussi gratuit. On peut encore voir deux guérites de l'ancien octroi, une sur chaque rive.
- Pont de Groléjac sur la Dordogne, D704, pont suspendu en béton armé construit en 1932 sur les plans d'Albert Caquot.
- Pont d'Europe à Terrasson sur la Vézère, D6089.
- Pont de Bergerac[6], ou Vieux pont de Bergerac, seul pont permettant de franchir la Dordogne à Bergerac jusqu'à la construction du second pont routier de Bergerac, il s'est effondré en 1783 et sa reconstruction n'a commencé que pendant le Premier Empire. Le pont est mis en service en 1825. Il supporte la D709E4.
- Second pont de Bergerac sur la Dordogne, ou pont Louis Pimont, pont en béton précontraint de trois travées construit en 1974-1975 pour désengorger le vieux pont. Il a été inauguré le 15 septembre 1975. Il supporte la D936E1.
- Pont des Gilets sur la Dordogne, entre Bergerac et Cours-de-Pile, pont métallique construit par l'entreprise de Gustave Eiffel en 1882-1884 pour la ligne de chemin de fer Bergerac-Marmande par Eymet ouverte en novembre 1886. Le tablier a été mis en place par lançage à partir d'une rive. La ligne de chemin de fer Bergerac-Marmande ayant fermé en 1953, le pont a été transformé en pont routier pour la D660E1.
- Pont des Nebouts (contournement ouest de Bergerac), permettant de franchir la Dordogne par une travée unique au niveau d'une zone Natura 2000[7],[8], entre Prigonrieux et Saint-Laurent-des-Vignes. Long de 126 mètres, il fait la liaison entre les D936 et D709 (route de Bordeaux - route de Mussidan) en évitant Bergerac.

### Voies ferrées
- Ligne de Niversac à Agen
  - Viaduc de Miremont à Mauzens-et-Miremont (162 m)
  - Viaduc de Souffron entre Mauzens-et-Miremont et Savignac-de-Miremont (114 m)
  - Viaduc de Lortal entre Savignac-de-Miremont et Manaurie (106 m)
  - Viaduc des Eyzies sur la Vézère (134 m)
  - Viaduc de Vic sur la Dordogne au Buisson-de-Cadouin (204 m)
  - Viaduc de Fongauffier à Monplaisant (115 m)
  - Viaduc de Lagrange à Belvès (178 m)
  - Viaduc de Larzac (321 m)
  - Viaduc de Las-Tuques à Larzac (211 m)
- Ligne de Siorac-en-Périgord à Cazoulès
  - Pont de Beynac sur la Dordogne (202 m) entre Castelnaud-la-Chapelle et Vézac
  - Pont du Garrit sur la Dordogne (205 m) entre Berbiguières et Saint-Cyprien
  - Viaduc du Pech sur la Dordogne (186 m) entre Saint-Vincent-de-Cosse et Castelnaud-la-Chapelle
  - Viaduc du Pontet à Sarlat (186 m)
- Ligne du Quéroy-Pranzac à Thiviers
  - Viaduc sur le Bandiat à Nontron (168 m)
  - Viaduc du Refuge à Saint-Martial-de-Valette (131 m)
  - Viaduc de la Dronne à Saint-Pardoux-la-Rivière (108 m)
- Ligne de Condat - Le Lardin à Sarlat
  - Viaduc de l'Énéa à Proissans (146 m)
- Ligne de Libourne au Buisson
  - Pont de Prigonrieux (196 m), entre Prigonrieux et Lamonzie-Saint-Martin,
  - Pont de Mauzac (255 m), entre Mauzac et Calès
  - Pont de Trémolat (231 m), entre Calès et Trémolat
  - Pont d'Alles (212 m), entre Trémolat et Alles-sur-Dordogne
  - Pont de Limeuil (212 m), entre Alles-sur-Dordogne et Saint-Chamassy

## Ponts de longueur comprise entre 50 m et 100 m
Les ouvrages de longueur totale comprise entre 50 et 100 m du département de la Dordogne sont classés ci-après par gestionnaires de voies.

### Routes départementales
- Déviation de Château-l'Évêque, D939. De configuration unique « en courbe et en surplomb », cet ouvrage d’art est un pont route de type Pont Mixte, en métal et en béton. Long de 75,9 m, il franchit la ligne SNCF, le ruisseau de la Beauronne et le chemin de halage.
- Pont des Barris, à Périgueux, franchit l'Isle.

### Voies ferrées
- Ligne de Niversac à Agen
  - Viaduc du Colombier à Mauzens-et-Miremont (88 m)
  - Viaduc de Laugerie sur la Vézère entre Manaurie et Les Eyzies (97 m)
  - Viaduc du Bugue sur la Vézère (90 m)
  - Viaduc de Patouly à Belvès (82 m)
  - Viaduc de Puech-Goudou à Belvès (82 m)
- Ligne de Condat - Le Lardin à Sarlat
  - Pont de Sauvebœuf sur la Vézère entre Condat-sur-Vézère et Aubas (94 m)
- Ligne de Coutras à Tulle
  - Viaduc de Mussidan sur l'Isle (91 m)
  - Viaduc de Saint-Astier sur l'Isle (70 m)
  - Viaduc de Sainte-Claire à Périgueux sur l'Isle (81 m)
  - Viaduc du Toulon à Périgueux sur l'Isle (53 m)
- Ligne de Siorac-en-Périgord à Cazoulès
  - Viaduc d'Aillac à Carsac-Aillac (65 m)

## Ponts présentant un intérêt architectural ou historique

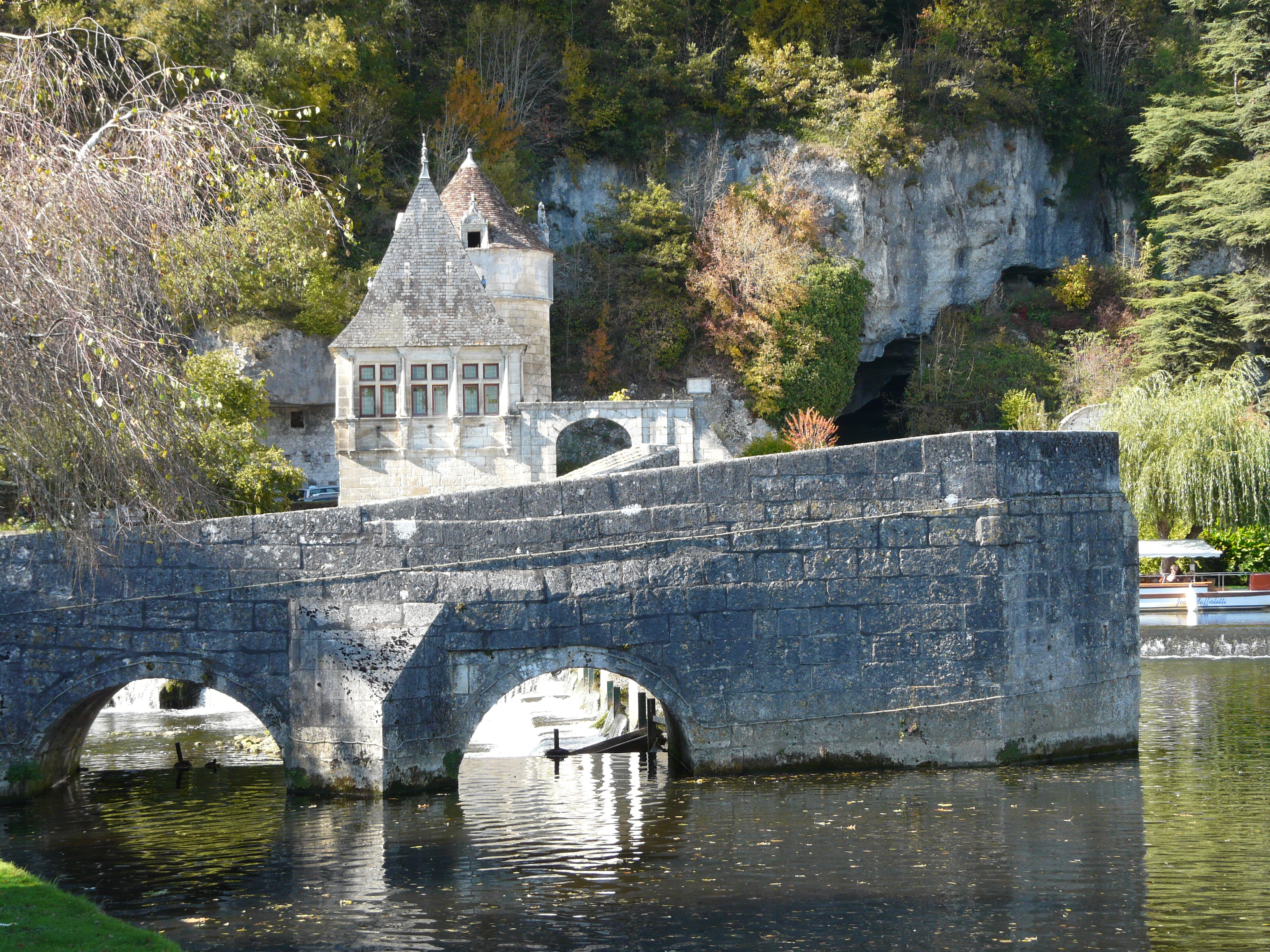
Le pont coudé de Brantôme

Les ponts de la Dordogne inscrits à l'inventaire national des monuments historiques sont recensés ci-après :
- Pont sur la Dronne - Bourdeilles - XIVe siècle
- Pont coudé sur la Dronne - Brantôme - XVIe siècle
- Pont médiéval du Bretou sur le Dropt - Eymet - Moyen Âge
- Pont de la Tour sur l'Isle - Jumilhac-le-Grand - Moyen Âge
- Pont de Laveyra sur l'Auvézère - Payzac - XIIIe siècle ; XVe siècle
- Pont sur la Dronne - Saint-Aulaye - XIVe siècle
- Vieux Pont sur la Côle - Saint-Jean-de-Côle - XIIe siècle
- Vieux Pont de Terrasson sur la Vézère - Terrasson-Lavilledieu - XIIe siècle

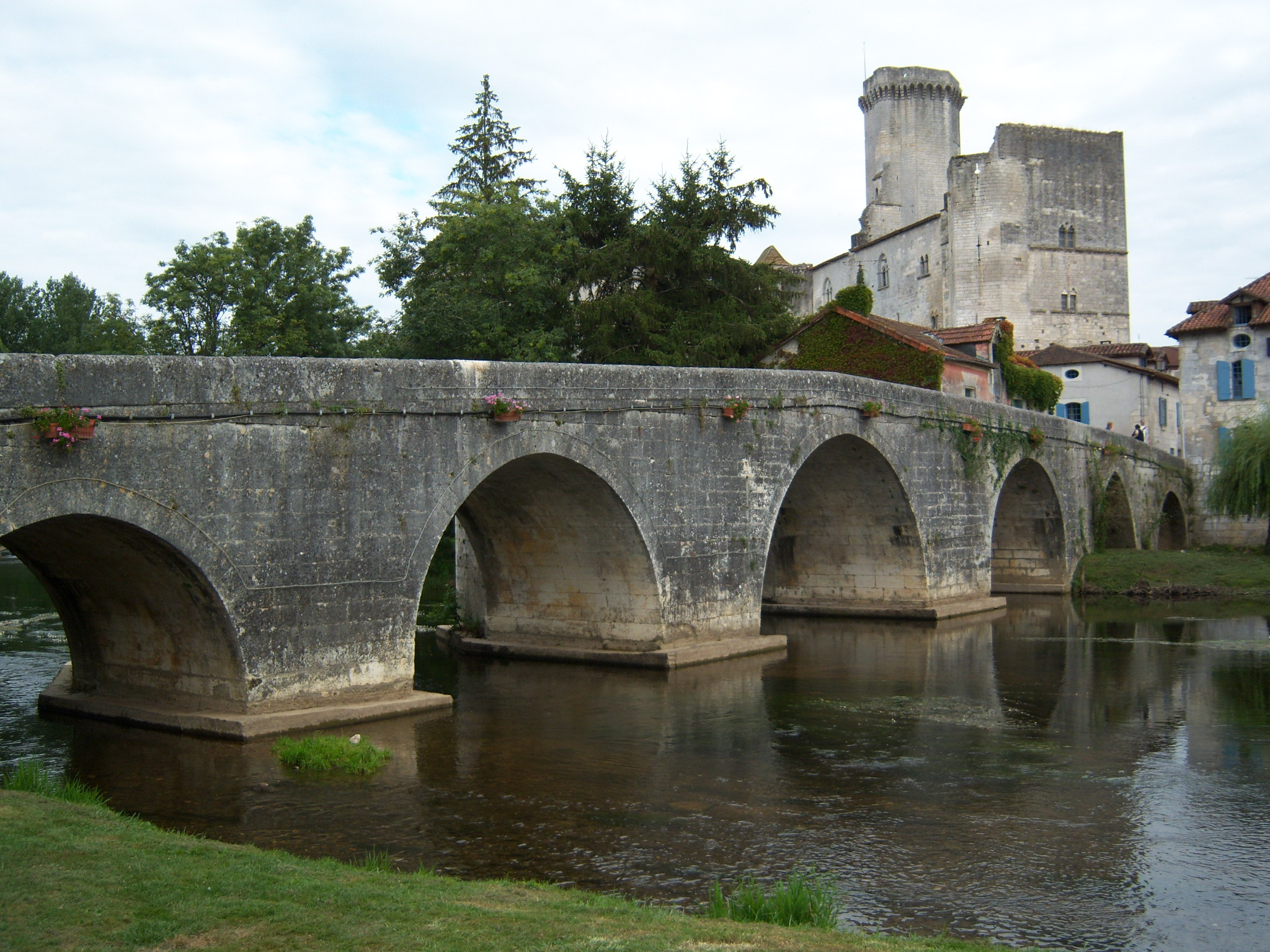
Vieux pont de Bourdeilles
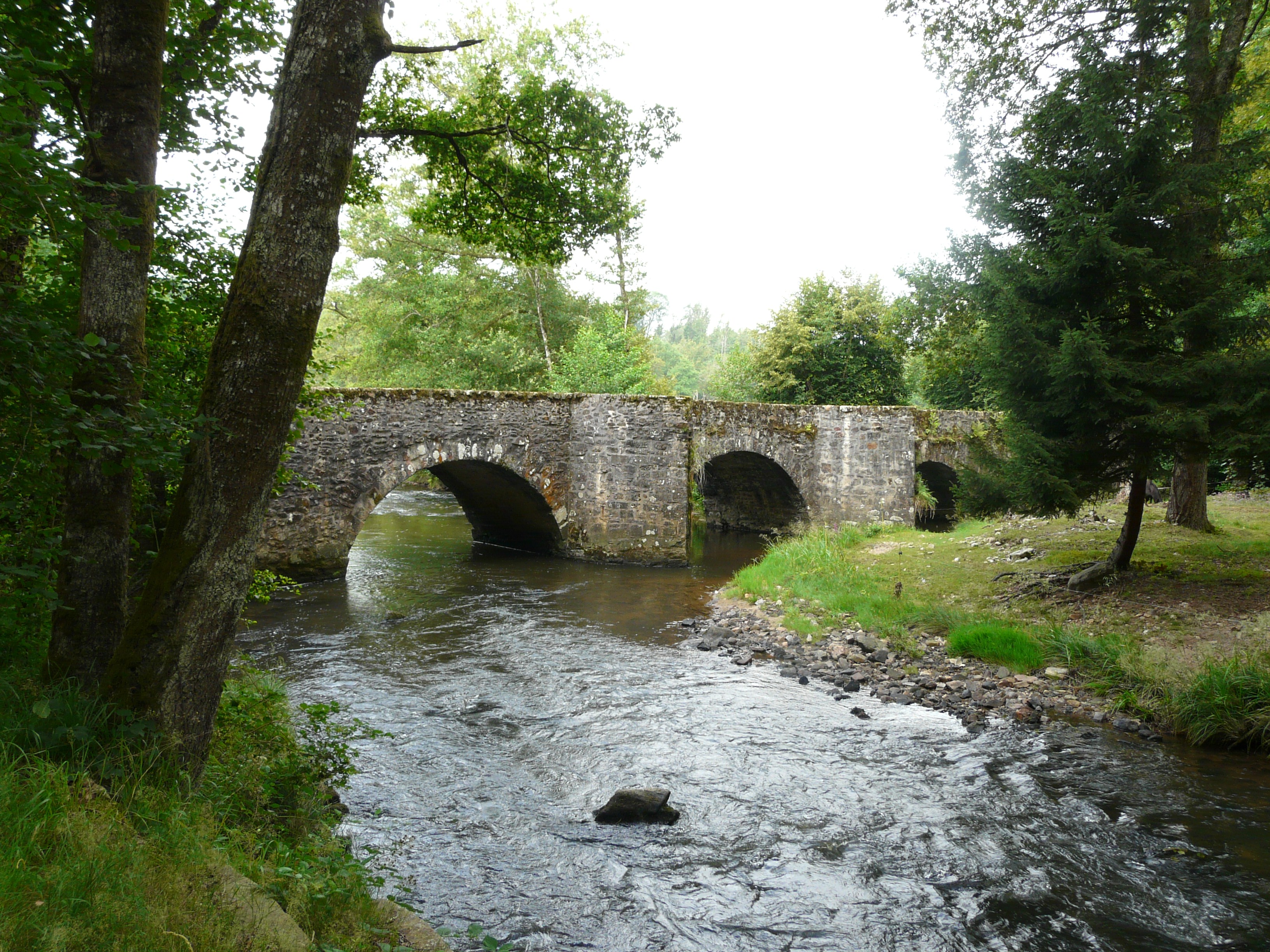
Pont de la Tour à Jumilhac-le-Grand
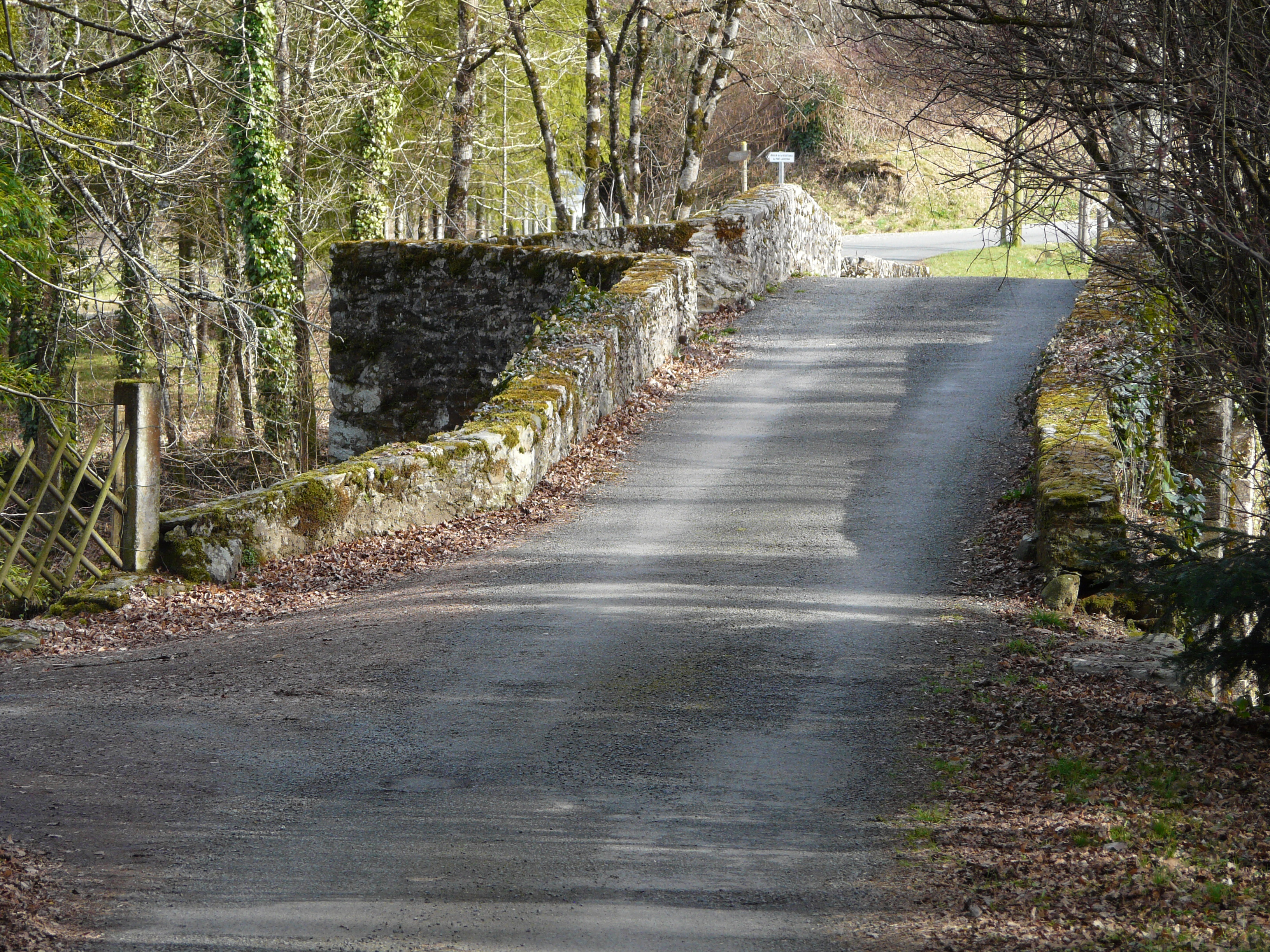
Pont de Laveyra de Payzac
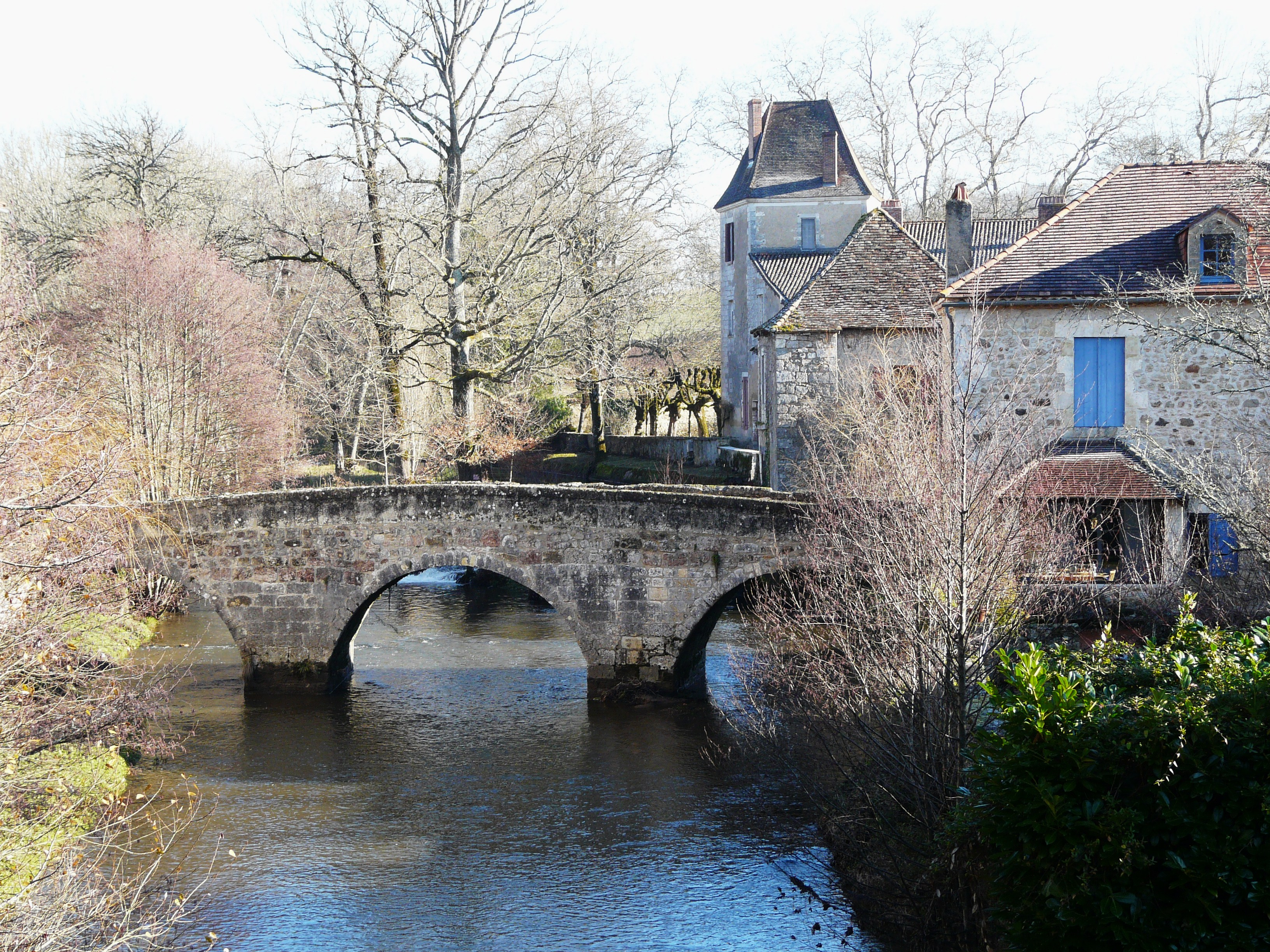
Vieux pont de Saint-Jean-de-Cole
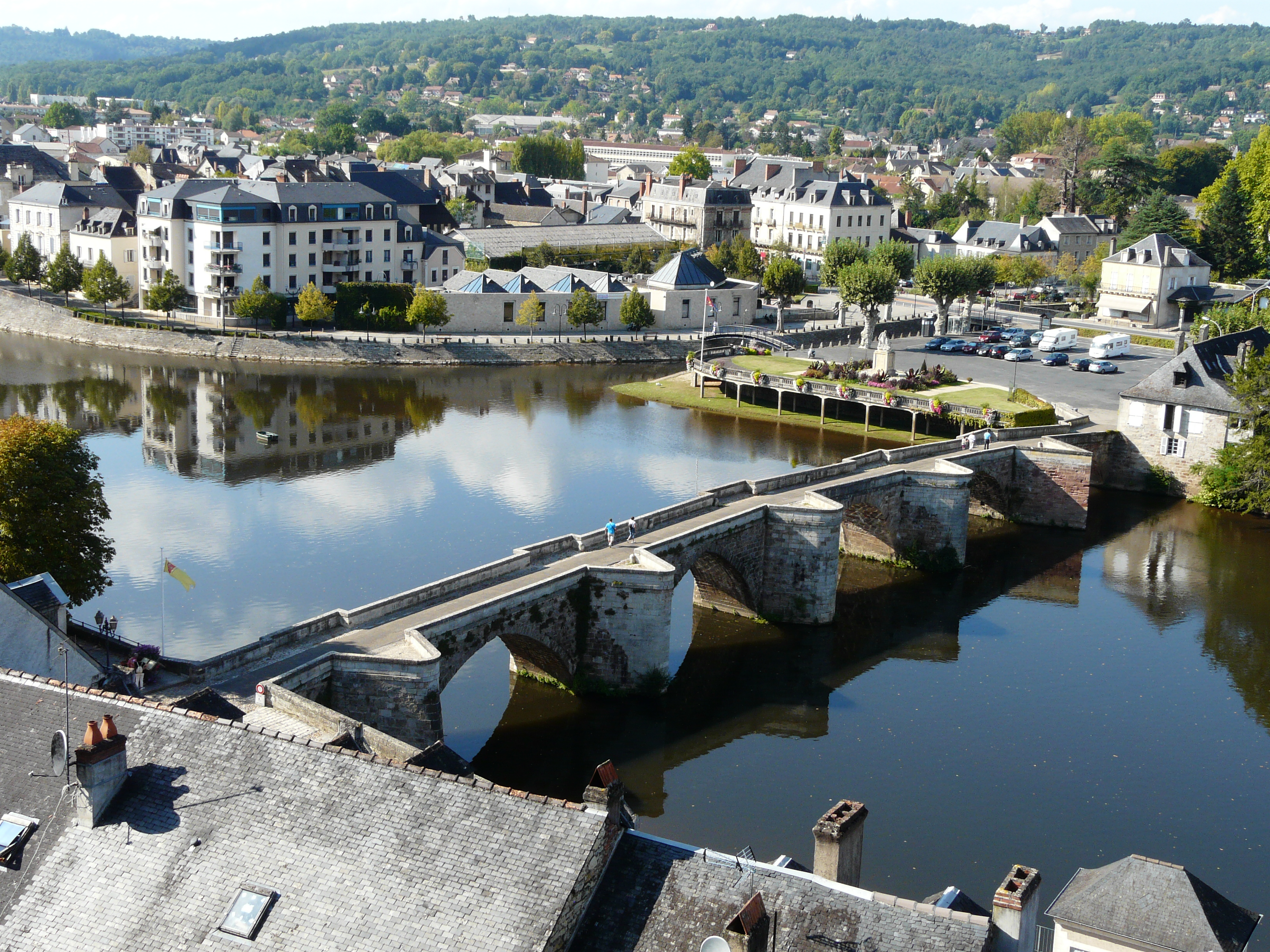
Vieux pont de Terrasson-Lavilledieu